# شهرستان ژانگزی
شهرستان ژانگزی (به لاتین: Zhangzi County) یک شهرستان‌های جمهوری خلق چین در چین است که در چانگجی واقع شده‌است.